# HMS Hajen (1917)
Pour les autres navires du même nom, voir HMS Hajen.
Le HMS Hajen (en suédois, « requin ») est un sous-marin de la marine royale suédoise, lancé en 1917 et mis en service en 1920. Il fut le deuxième sous-marin suédois à être nommé Hajen. Il était le navire de tête de la classe Hajen, qui comprenait également les HMS Sälen et HMS Valrossen.

## Carrière
Le navire a été commandé à Kockums Mekaniska Verkstads AB à Malmö et lancé le 8 novembre 1917. Le navire est intégré à la flotte le 10 mai 1920.
En 1927, le Hajen entreprend une expédition longue distance à Saint-Sébastien avec les sous-marins HMS Valrossen, HMS Bävern et HMS Uttern.
Le navire a été retiré du service le 19 mars 1943 et ferraillé à Karlskrona.